# Stylo numérique
Ne doit pas être confondu avec Stylet (informatique).

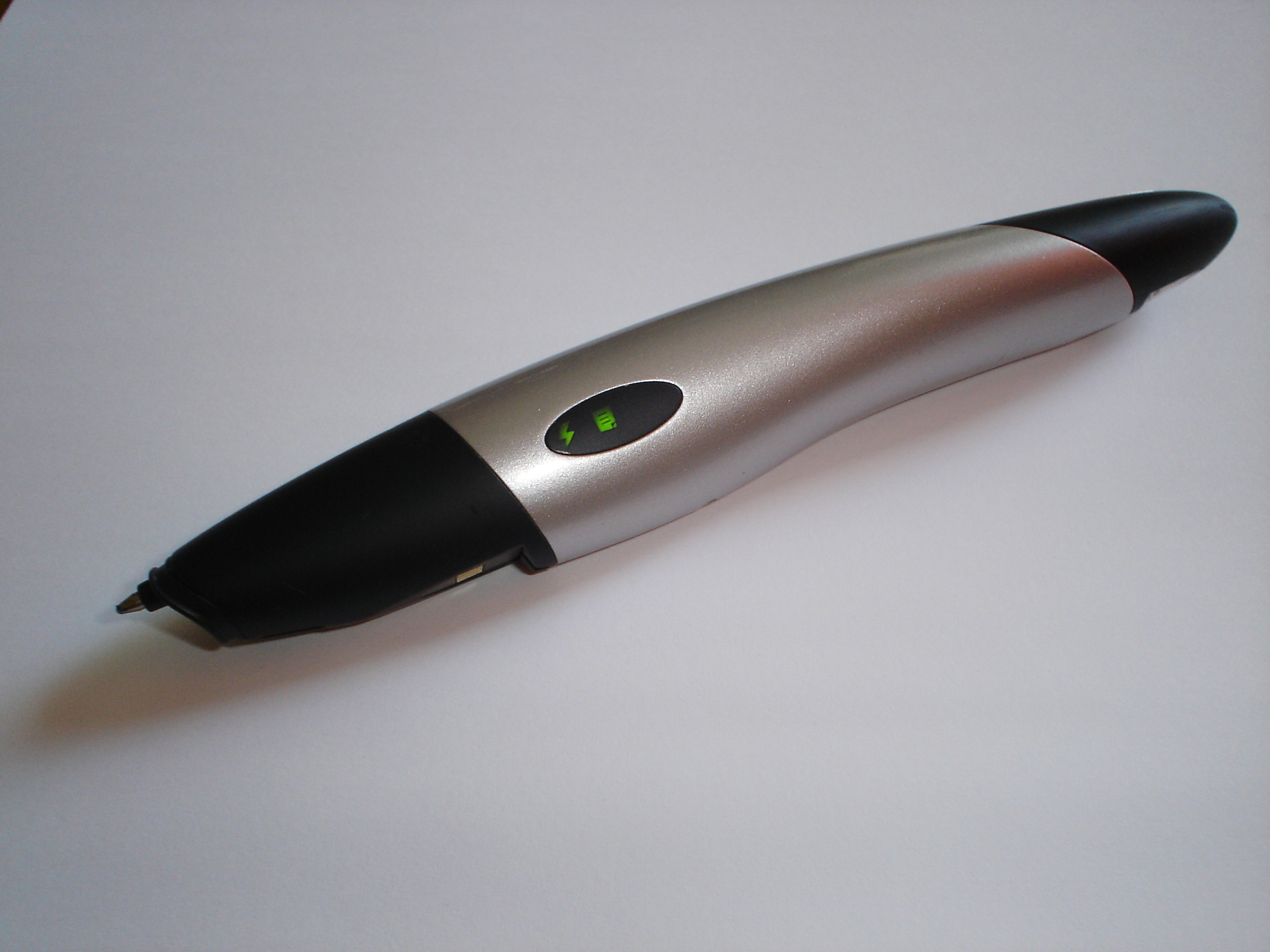
Un stylo numérique

Un stylo numérique ou stylo intelligent est un stylo à encre qui enregistre les traits tracés par son utilisateur, de manière à les transmettre à un ordinateur. Ce type de stylo est généralement utilisé de pair avec un cahier numérique.
Certains stylos numériques sont munis d'un dispositif d'enregistrement qui permet de les utiliser comme dictaphone intelligent. Ils peuvent par exemple être utilisés par les étudiants pour enregistrer la voix du professeur lors de la prise de notes de cours. Il est ensuite possible de réécouter un segment sonore associé à une zone de la feuille, en touchant le cahier numérique à l'aide de la pointe du stylo.